# エル・チャプリン・コロラド
エル・チャプリン・コロラド（El Chapulín Colorado、スペイン語では「赤いバッタ」を意）は、1973年から1979年にかけて実行され、パロディ化されたスーパーヒーロー番組であるメキシコのテレビコメディシリーズ。
主人公を演じたロベルト・ゴメス・ボラーニョ（チェスピリト）によって製作された。 1973年にメキシコでテレビサによって最初に放映され、その後、同じ俳優をキャストとして共有した『エル・チャボ・デル・オチョ』とともに1981年までラテンアメリカとスペインで放映された。どちらの番組も再放送され、コロンビアやペルーなどのいくつかの国で人気を得た。これらの国では『ザ・シンプソンズ』（キャラクターのパロディーが繰り返される）のライバル番組になった。名前は「赤いバッタ」を意味し（「チャプリン」という言葉はナワトル語に由来し、メキシコのバッタ（イナゴ）を指す。「コロラド」は「赤」を意味する  ）。主人公は目立つ赤いユニフォームを使用している。ブラジルでは「Chapolin」、「Vermelhinho」（小さな赤いやつ）、「Polegar Vermelho」（赤い親指、親指トムに由来）として知られている。

## エル・チャプリン・コロラドプロフィール
内容は、スーパーヒーローの非現実的なイメージを批評しながら、ラテンとメキシコの文化の多くの側面を具体化。各エピソードで、人々はチャプリネスがどこに現れても（1つのエピソードは惑星金星で起こった）、彼が偉大なスーパーヒーローであると信じている。認められたことで彼は自慢するがつまずいてすぐに倒れ、自分が小柄で臆病であることを示し、ファンを失望させるそれにもかかわらず、チャプリネスは最善を尽くされ、すべてがうまく解決する（時々純粋な幸運または外部の助けによって）。）

## その他のキャラクター
スーパーサム：ラモンバルデスが演じる。彼はアメリカのスーパーヒーローで、見た目はサムおじさんと非常に似ていますが、スーツはスーパーマンと似ていますが、時間の経過とともに、スーパーマンの「S」など、いくつかの詳細を変更しました。 $。彼の発音は、スペイン語を話すふりをする典型的なアメリカ人の発音であるため、彼が言うことの半分は英語であり、スペイン語での発音の仕方を知っていました（ある時、彼は英語-スペイン語の辞書を持っていました）。彼によると、彼の武器は数が少ないが非常に強力なドルの袋であり、ミッションの途中で競争する程度まで、両方がうまくいかないため、彼は頭の上の男性要因またはチャプリンコロラドを打ったものでした。委託。彼が銃を使うたびに、現金台帳の音がした。彼の典型的なフレーズは「時は金なり！ああ、そうだ！」です。彼が現れるとき、ほとんどの人は彼らが「輸入されたスーパーヒーローを望んでいない」と彼に言います。あるエピソードでは、ミニナ（フロリンダメザ）はスーパーサムを「彼はコロラド州チャプリンに似ていますが、銀行口座を持っています」というフレーズで説明しています。それは俳優が持っていた数少ない固定キャラクターの1つだったからです。彼は、ドン・ラモンとともに、ヴァルデスで最も有名なキャラクターです。
フロールマリーナ：フロリンダメザが演じる。彼女はアルマネグラの乗組員の中で最も社交的な料理人であり、チャプリンを解放しました。
看護師：フロリンダメザによって描かれました。彼女はチャパティン博士と一緒に働く看護師ですが、3回、患者に注射をしたいと思い（ラモン・バルデス）、チャプリンは彼女が注射器を手に入れるのを手伝いました。
医師：カルロス・ヴィラグランおよび/またはルーベン・アギーレが演じています。彼はチャパティン博士と看護師（フロリンダ・メサ）と一緒に働く医師であり、患者（ラモン・バルデス）の注射も手伝っています。
バンカー：カルロス・ヴィラグランおよび/またはオラシオ・ゴメス・ボラーニョおよび/またはラウル「チャト」パディージャが演じます。彼は、すべてのお金を盗むスクラッチャー、いじめっ子、マタファシルに奪われた旧西部の銀行家です。
マーシャル：カルロス・ヴィラグランおよび/またはエドガー・ビバールおよび/またはラウル「チャト」パディージャが演じます。彼は、銀行家とバーテンダーと一緒に襲撃から身を守るためにチャプリンを呼び出すという事実の結果として、ラスカブチェス、マタファシル、ブリーキッドを恐れている旧西部の保安官です。
警察：カルロス・ヴィラグランおよび/またはルーベン・アギーレおよび/またはロベルトゴメスフェルナンデスが演じます。彼は常にトリパセカ、ショーリー、ブルドッグを追いかけている警官です。
高貴な心を持った敏感な村人：フロリンダ・メサおよび/またはマリー・アントワネットデラス・ニーブスが演じます。彼女は無防備な農民で、毎日薪を探しに行きますが、パンチョシュタインと呼ばれる怪物に悩まされ、チャプリンに電話して彼を捕まえます。 1976年のバージョンでは、彼女はバラトゥジャの魔女によって発見されました。バラトゥジャの魔女は、息子のエルネネと結婚するか、彼女を木に変えます。
囚人嬢：フロリンダメザおよび/またはマリアアントニエタデラスニエベスが演じる。彼女は、17世紀に廃墟となった古い鉱山でルフィーノ・ルフィアン（ルベン・アギレ）に誘拐された敏感な少女で、チャプリンは彼女を救い、悪人を攻撃しようとします。
インスペクター：ラウル「チャト」パディージャが演じます。彼は、毎日薪を探している高貴な心を持った敏感な村の少女を探しに行く検査官です。彼はアシスタント（オラシオ・ゴメス・ボラーニョ）と一緒に働いています。
農場を所有する老婆：マリア・アントニエタ・デ・ラス・ニエベスが演じる。彼女は無防備で敏感な老婆で、古い農場を所有しており、「エル・ペテロテ/エル・ポカス・トランカス」（ラモン・ヴァルデス/ルベン・アギレ）という危険な犯罪者に脅かされています。しばらく前から警察に報告しました。その犯罪者は、刑務所を出たら復讐することを約束し、偶然にもその日、新聞を読んで、ピーターテ/ポカス・トランカスがなんとか自分の独房から脱出したことを知りました。そのニュースは老婆をパニックに陥らせ、チャプリンに彼女を守るための助けを求めます。農場で見つけたかかしに使われている服の助けを借りて、Peterete / いくつかのブロックが姿を現し、簡単に発見されないように、囚人の服をかかしの服と交換します。これで彼は完全に混乱し始めます。チャプリン。それにもかかわらず、そして彼のチロンチポテの助けを借りて、彼はついに盗賊を倒すことができました。最初のバージョンの彼女の服はエピソード「ラ・ベンガンザ」に登場する老婆の服と同じであるため、その外観と性格は、1979年にエルチャボデルオチョのキャラクターであるチリンドリーナの曽祖母、ドーニャニーブスのものと似ています。デルペテロテ「1972年から、そして映画「エルシャンフル」でカメオを作る老婆のそれ、しかし第2版では彼女の服、スケッチ「ラベンガンザデルポカストランカス」で1980年からチェスピリトシリーズから、彼は緑色で、白いエプロンがきつい。
ゲイ：

## 人気

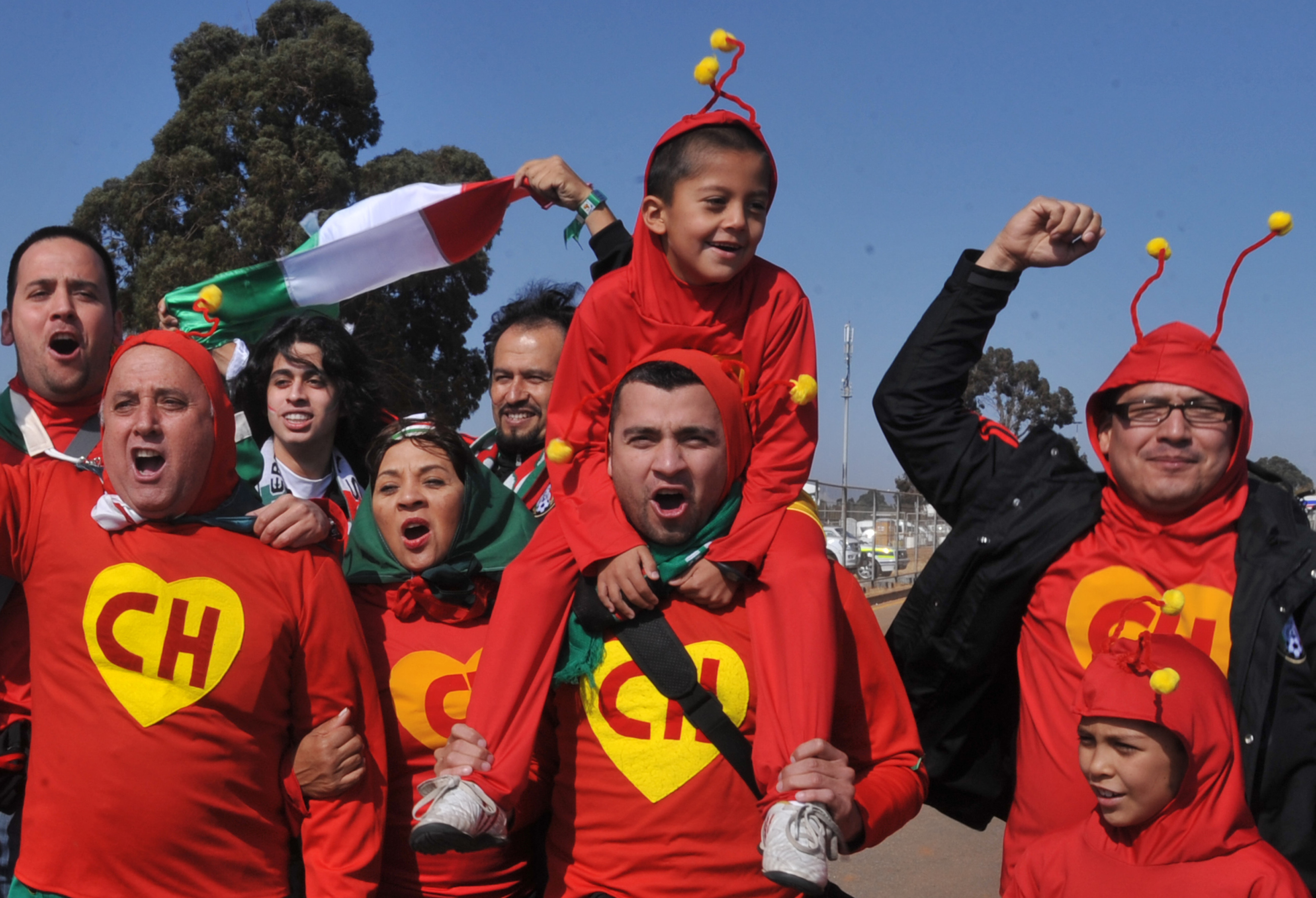
2010FIFAワールドカップでのメキシコのサポーター。チェスピリトのキャラクターはラテンアメリカで広く知られているため、ファンはメキシコのサッカー代表チームとの提携を示すために彼らの格好をすることがよくあります。